# Ch’ti
Ch'ti  (фр.) — французская марка пива бьер-де-гард, разновидность эля, производимая на пивоварне Brasserie Castelain в г. Бенифонтен, департамент Па-де-Кале в регионе Нор-Па-де-Кале на севере Франции.

## История
Французское пиво Ch'ti выпускается с 1979 года семейной пивоварней Castelain на севере Франции. Название пива происходит от слова Ch'ti, Chti или chtimi — так иногда называют жителей Нор-Па-де-Кале из-за их специфического северного акцента.

## Марки
Торговый ассортимент включает в себя несколько сортов пива под маркой Ch'ti:
- Ch'ti blonde — пейл-эль с фруктовым вкусом и ароматом солода, содержание алкоголя 6,4%.
- Ch'ti  ambrée —  эль красно-коричневого цвета с содержанием алкоголя 5,9%. Отличается ароматами карамели, ягод, орехов, масла, насыщенным вкусом с нотками солода и мёда.
- Ch'ti triple — крепкий эль золотистого цвета с содержанием алкоголя 8,5%, с ароматом карамели, солода, дрожжей, специй, богатым вкусом мёда и изюма.
- Ch'ti brune — тёмный эль с содержанием алкоголя 6,4%.
- Ch'ti blanche — бельгийское белое пиво с содержанием алкоголя 4,5%.
- Ch'ti de Printemps — сезонное весеннее пиво с содержанием алкоголя 5,9%.
- Ch’ti de Noël — светлое сезонное рождественское пиво с содержанием алкоголя 7,5%.